# Butonitazeno
El butonitazeno es un derivado del benzimidazol con efectos opioides, que se ha vendido por internet como droga de diseño. Tiene una potencia relativamente baja en comparación con muchos compuestos relacionados, y generalmente se ha encontrado como componente de mezclas con otras sustancias, en lugar de en su forma pura. Sin embargo, aún es varias veces más potente que la morfina y se ha relacionado con varios casos de sobredosis. El butonitazeno es una droga de la Lista I en EE.UU., junto con varios compuestos relacionados.